# Klecienko
Klecienko (dawniej niem. Neu Klessengrund) – przysiółek wsi Kletno położony Polsce, w województwie dolnośląskim, w powiecie kłodzkim, w gminie Stronie Śląskie w Górach Bialskich nad potokiem Kleśnica będąc najwyżej położoną częścią wsi Kletno. Założony został około 1830 roku, na fali wzrostu gospodarczego dóbr klucza strońskiego w XIX wieku.

## Podział administracyjny
W latach 1975–1998 miejscowość administracyjnie należała do województwa wałbrzyskiego.
Nazwa nie występuje w oficjalnym spisie miejscowości w Polsce.

## Historia
Kolonia Neu Klessengrund zaczęła powstawać w końcu XVIII lub na początku XIX wieku przy ówczesnej leśniczówce. Na początku XIX wieku należało do niej 5 parceli. Wiadomo, że w latach 1871-1887 kolonia liczyła od 14 do 24 domów, w których mieszkało od 84 do 122 osób. Zabudowa wsi była stosunkowo zwarta i usytuowana po dwóch stronach drogi. Pod koniec XIX wieku wyludniła się znacznie, w 1895 roku w 14 domach mieszkało zaledwie 44 osoby. W tych latach w Klecienku znajdowała się drewniana kaplica oraz leśniczówka.
Po roku 1945 kolonia została przyłączona do Kletna. Miejsce wsi zajął zakład przemysłowy pozyskujący biały marmur z pobliskich wyrobisk. Zabudowa wiejska zniknęła prawie całkowicie wyparta przez urządzenia do przerobu kamienia i jego składowania. Obecnie z dawnej zabudowy pozostały 3 budynki, a na terenie po zakładzie przerobu kamienia powstała infrastruktura turystyczna (parkingi, droga, muzeum).

## Turystyka
Przez Klecienko przechodzi  szlak turystyczny ze Starej Morawy do Schroniska PTTK „Na Śnieżniku”. 
W miejscowości znajdują się następujące atrakcje turystyczne:
- Jaskinia Niedźwiedzia[4],
- Muzeum Ziemi w Kletnie,
- Wyrobiska po nieczynnych kamieniołomach marmuru Kletno I i Kletno II,
- Podziemna trasa turystyczna w dawnej kopalni uranu Kopaliny.

## Osoby związane z Klecienkiem
- Jakub Sądej – przewodnik sudecki związany z Jaskinią Niedźwiedzią[4].

## Galeria

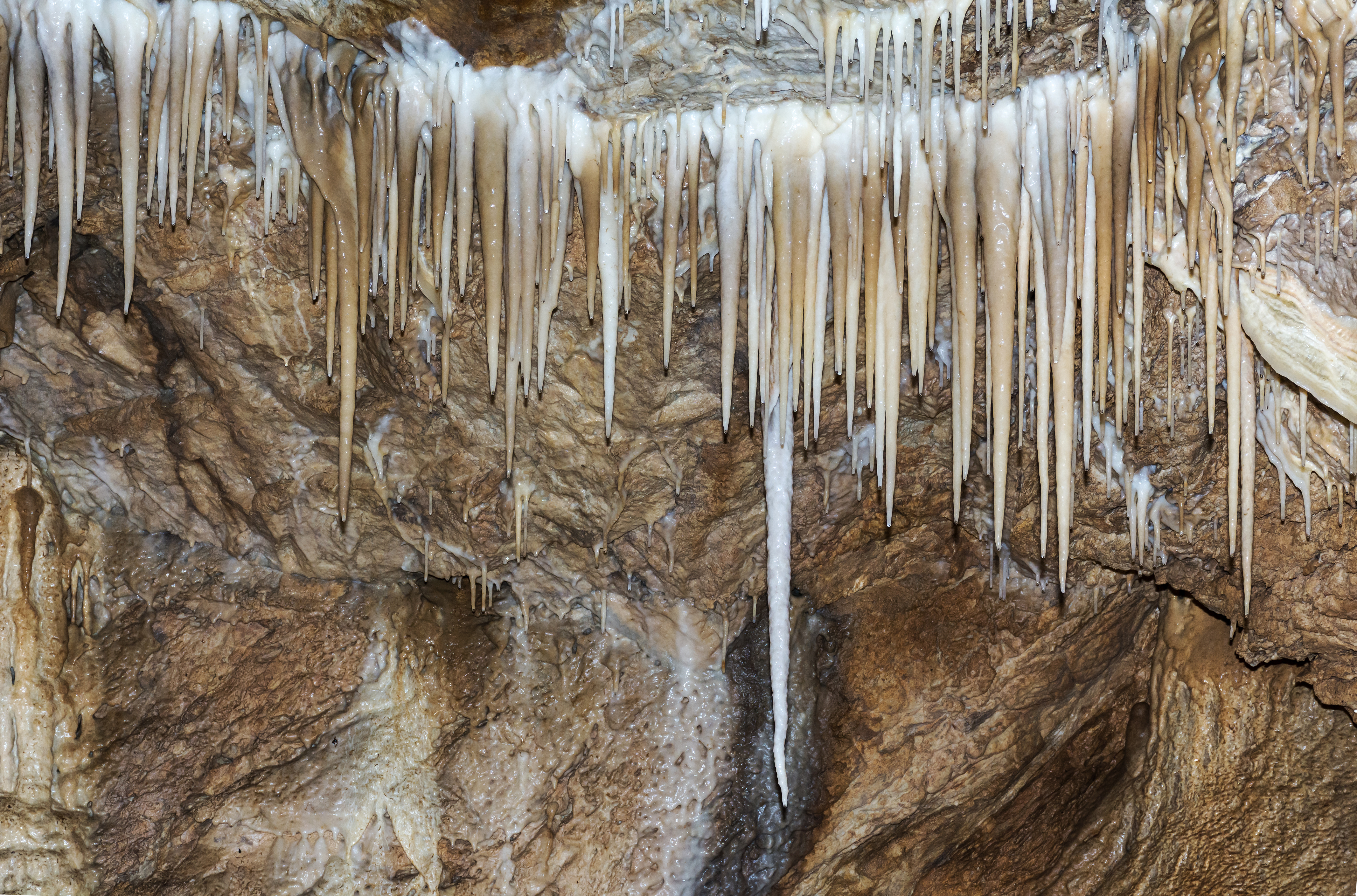
Wnętrze Jaskini Niedźwiedziej
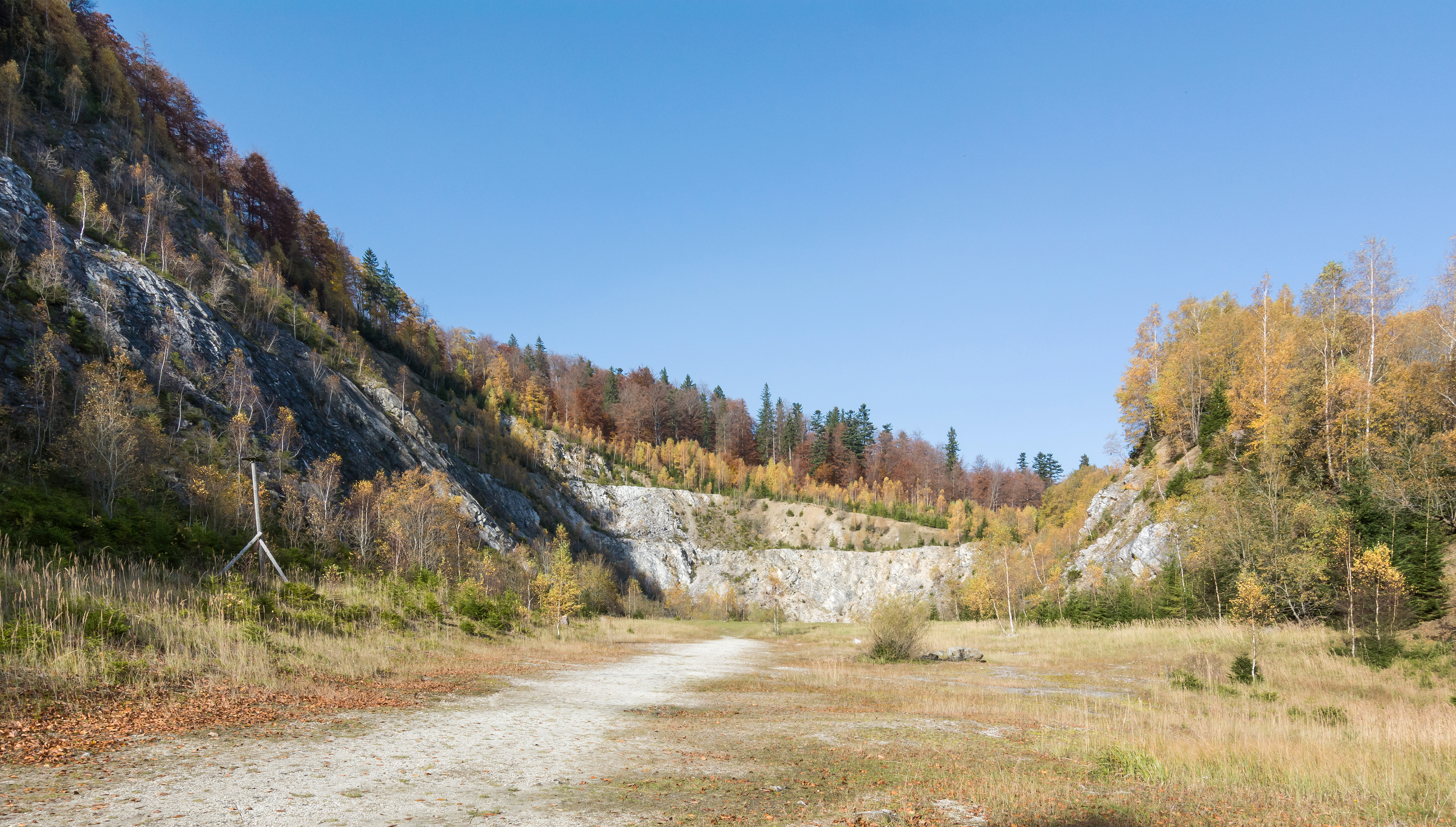
Kamieniołom Kletno I
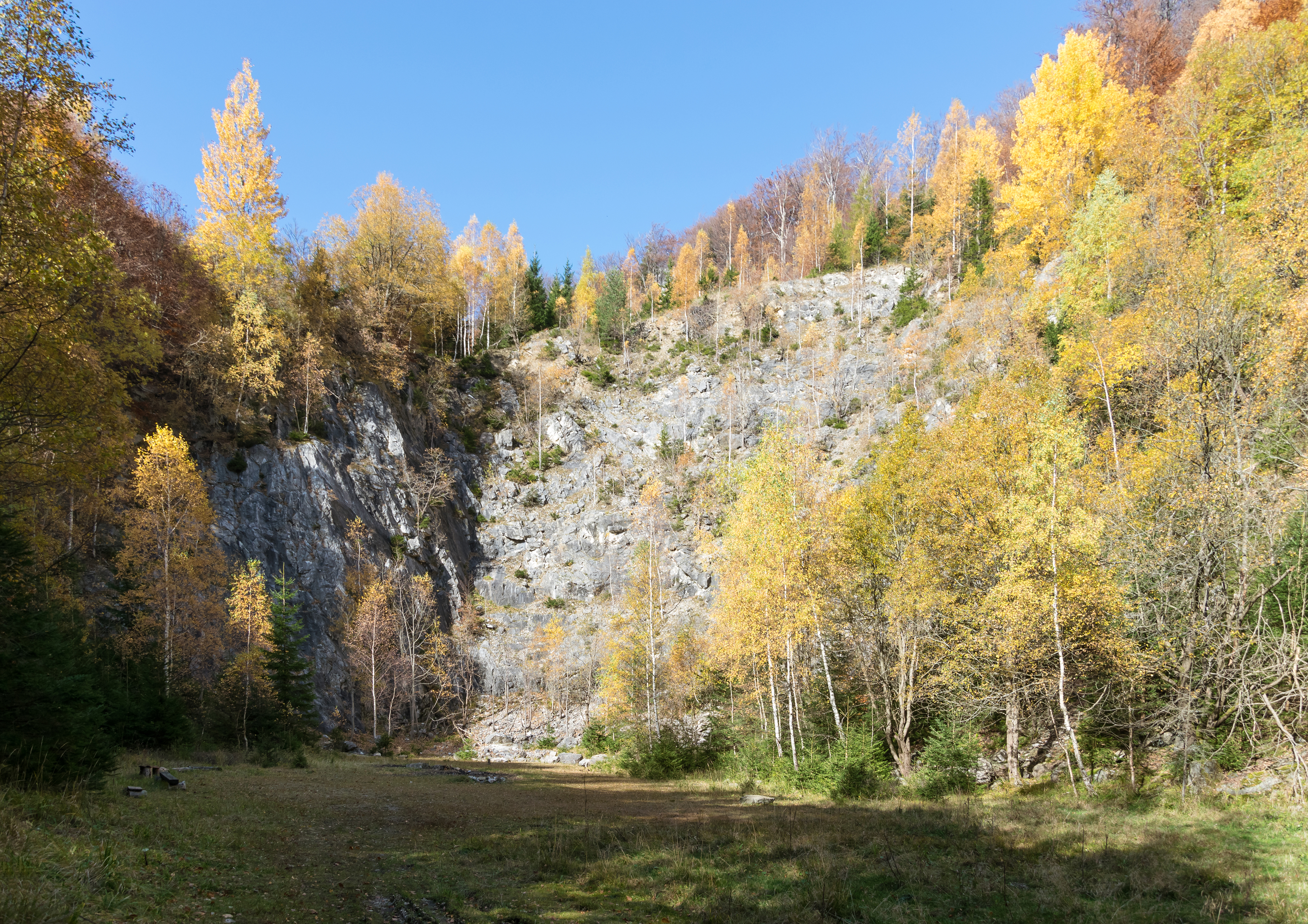
Kamieniołom Kletno II
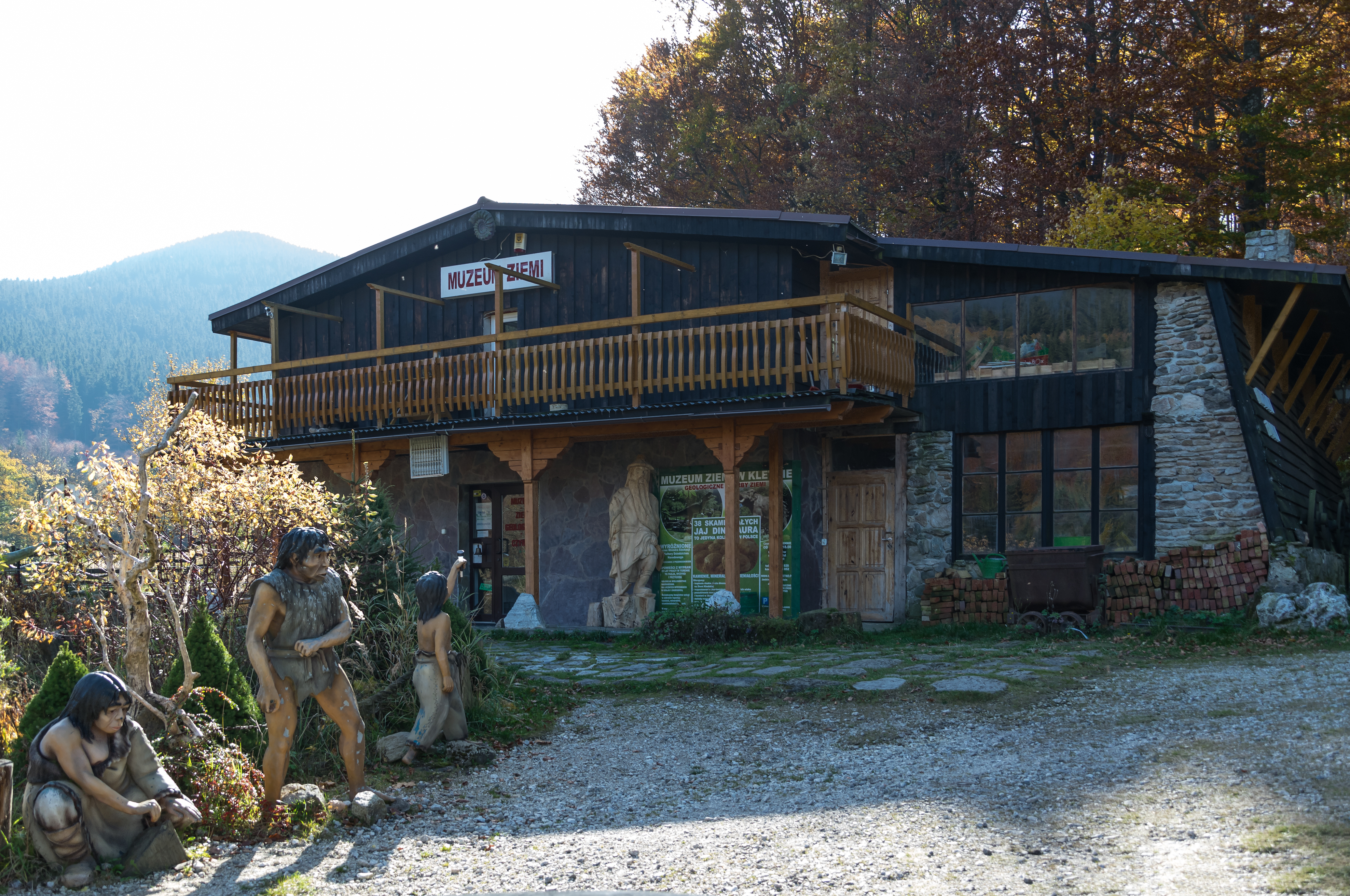
Muzeum Ziemi w Kletnie
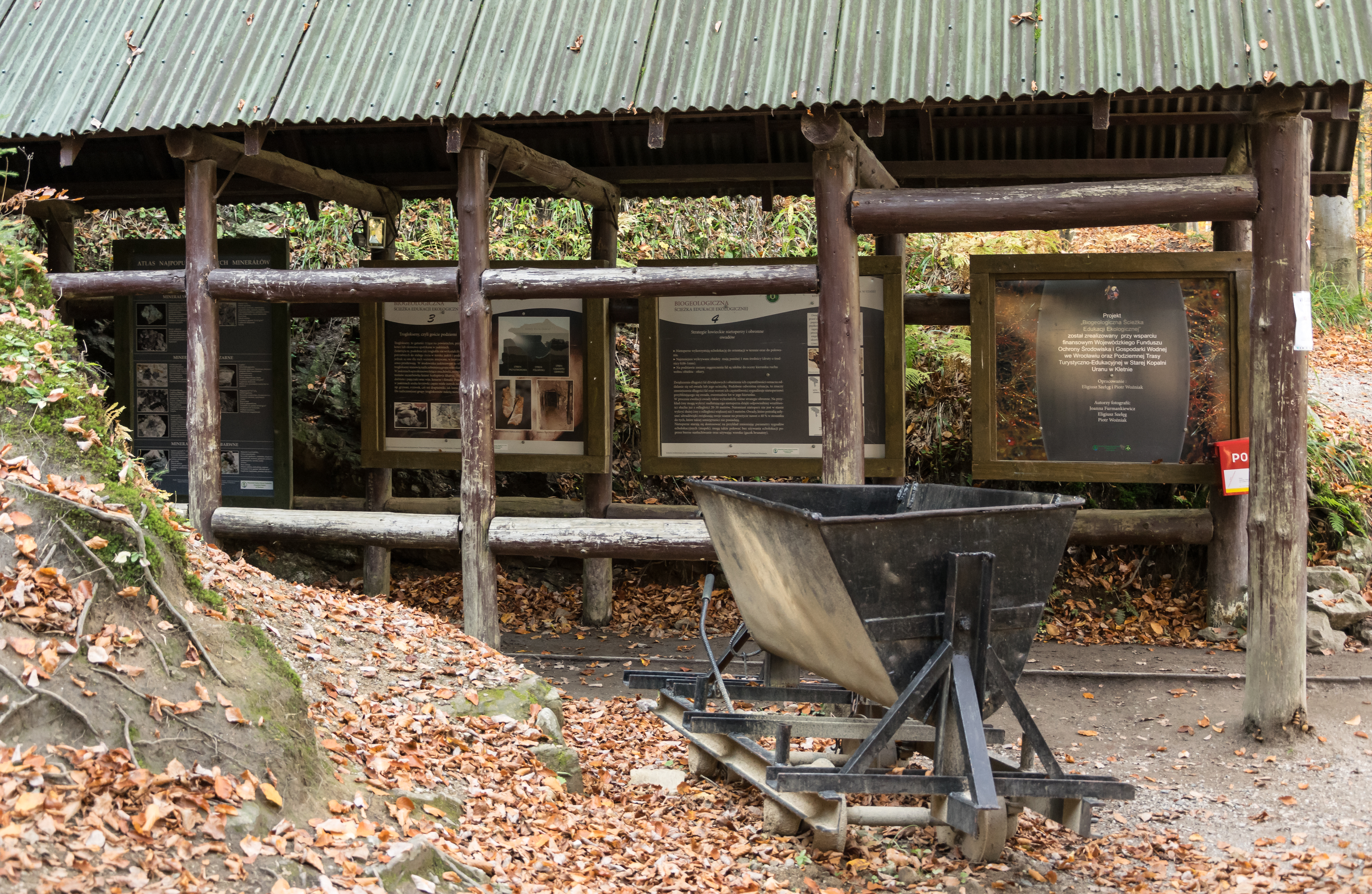
Wejście do podziemnej trasy turystycznej
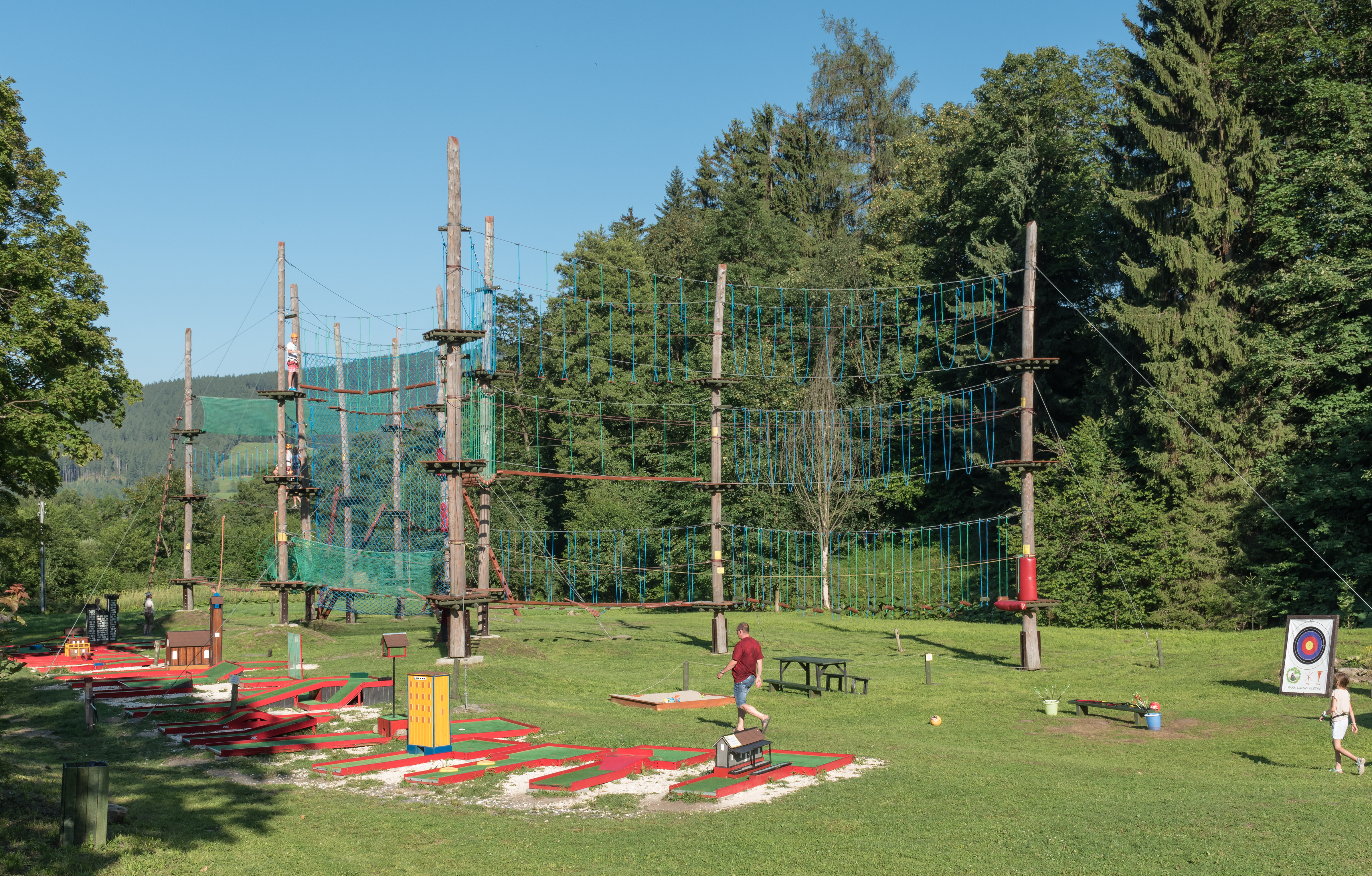
Park linowy